# El prodigio
El prodigio (título original The Wonder) es una película dramática de 2022 dirigida por Sebastián Lelio. Emma Donoghue, Lelio y Alice Birch escribieron el guion basado en la novela homónima de 2016 de Donoghue. Trata de una enfermera inglesa enviada a un pueblo irlandés para observar a una niña que aparentemente puede sobrevivir sin comer. Florence Pugh encabeza el elenco que incluye a Tom Burke, Niamh Algar, Elaine Cassidy, Dermot Crowley, Brían F. O'Byrne, David Wilmot, Ruth Bradley, Caolán Byrne, Josie Walker, Ciarán Hinds, Toby Jones y Kíla Lord Cassidy.
La película se estrenó en el Festival de Cine de Telluride el 2 de septiembre de 2022. Tuvo un estreno limitado el 2 de noviembre de 2022 y se transmitió en Netflix el 16 de noviembre de 2022. Recibió reseñas positivas de los críticos que elogiaron el diseño de producción y las actuaciones del elenco, particularmente la de Pugh.

## Antecedentes
La trama se basa en la novela de 2016 El prodigio de la autora irlandesa Emma Donoghue. En 2019 se publicó una traducción de Paula Vivens Martorell al español. Fue la novena novela de Donoghue y su primera obra histórica ambientada en su Irlanda natal. Según sus propias declaraciones, a mediados de la década de 1990 se encontró con el fenómeno de las llamadas "niñas en ayunas"  y quedó inmediatamente fascinada por el tema. Donoghue recordó los aproximadamente 50 casos, que ocurrieron entre los siglos XVI y XX en muchos países occidentales, de santos medievales, así como a personas anoréxicas del presente, aunque sabía que los dos grupos no debían ser confundidos. Contrariamente a su práctica habitual de crear una novela histórica basada en un caso real, Donoghue decidió veinte años después inventar una historia adecuada. Casos reales como el de la niña galesa hambrienta Sarah Jacob (1857-1869) le parecían demasiado trágicos, los que involucraban a la estafadora inglesa Ann Moore (1761-1813) semejaban una comedia despectiva. Donoghue eligió Irlanda como escenario, también debido a la gran hambruna entre 1845 y 1849.
El prodigio fue un éxito de ventas en el Canadá natal de la autora y ha sido nominada a varios premios literarios, incluido el premio Scotiabank Giller de Canadá, el premio irlandés de ficción del Kerry Group de Irlanda y el premio Shirley Jackson de Estados Unidos.
Donoghue colaboró en la elaboración del guion, como ya lo había hecho en la previa filmación de su novela La habitación.

## Trama
En 1862, Elizabeth "Lib" Wright, una enfermera inglesa que sirvió en la guerra de Crimea, es enviada a un pueblo rural de Irlanda donde tiene la tarea de vigilar de cerca a Anna O'Donnell, una niña que ayuna y que, según su familia, no ha comido durante cuatro meses. Ella será asistida por una monja, la hermana Michael, y las dos deberán informar sobre lo observado de forma independiente a un consejo de dignatarios locales. El trauma de la gran hambruna irlandesa aún se cierne sobre la comunidad, y muchos lugareños desconfían de la enfermera foránea. Lib conoce a la familia profundamente religiosa de Anna: su madre Rosaleen, su padre Malachy y su hermana mayor Kitty. Durante la cena se entera de que el hermano mayor de Anna murió de una enfermedad desconocida. La propia Anna parece gozar de buena salud y dice que se ha mantenido con vida consumiendo "maná del cielo".
En su alojamiento, Lib se encuentra con William Byrne, un hombre que creció en el lugar y cuya familia pereció en la gran hambruna mientras él estaba en un internado. Siendo ahora, un periodista del Daily Telegraph, William está informando sobre la historia, que él cree que es un engaño. Lib y William se involucran íntimamente. Las observaciones de Lib inicialmente no revelan evidencia de engaño. Anna reza muchas veces al día y habla del destino de los condenados en el infierno. Lib, todavía afligida por la muerte de su único hijo, toma láudano para poder dormir.
Al percatarse de que su madre le da un beso de buenas noches a Anna en la boca mientras le acaricia la cara, Lib deduce que le está pasando comida masticada de forma encubierta. Le prohíbe a la familia que la toque. Anna no niega que este es su "maná", y le revela a Lib las razones de su ayuno: su hermano mayor la había violado repetidamente y ella atribuye su muerte a la ira de Dios. Anna cree que sacrificando su vida liberará el alma de su hermano. Separada del contacto de su familia, la condición de Anna empeora. William presenta un informe a su periódico en el que culpa a su familia y a la comunidad de la muerte inminente de Anna.
Lib informa al consejo de su hallazgo, pero se niegan a creerle. La hermana Michael afirma que no encontró evidencia de que Rosaleen alimentara a Anna. Los miembros del consejo cuestionan a Anna, pero ella repite que se sustenta únicamente con el "maná del cielo". Sabiendo que Anna inevitablemente morirá a menos que coma pronto, Lib le ruega a la familia que tome medidas, o al menos que su madre reanude los besos. Rosaleen se niega, diciendo que después de la sagrada muerte de Anna, sus dos hijos estarán en el cielo. Lib convence a William para que la ayude con un plan de rescate. Mientras la familia está en misa, Lib lleva a Anna, ahora cerca de la muerte, a un pozo sagrado cercano. Ella le dice que aunque "Anna" morirá, renacerá como una nueva niña llamada "Nan". Anna cierra los ojos y parece morir. Cuando revive, Lib finalmente puede alimentarla. Lib regresa sola a la casa y le prende fuego, al mismo tiempo que destruye deliberadamente su botella de láudano.
Lib le comunica al consejo que Anna murió por causas naturales y que el incendio fue un accidente. Preocupados por su posible culpabilidad por la muerte de Anna, y dada la ausencia del cuerpo entre los restos carbonizados de la casa, la despiden sin pagarle su sueldo. La hermana Michael le dice a Lib que, después de salir de misa temprano, vio una visión de Anna y un ángel que salían del área a caballo. Le pide a Lib que jure que Anna se ha ido a un lugar mejor.
En Dublín, Lib se reencuentra con William y Nan, que se ha recuperado. Los tres se hacen pasar por una familia llamada Cheshire y zarpan hacia Sídney.

## Elenco
- Florence Pugh como Elizabeth "Lib" Wright
- Kíla Lord Cassidy como Anna O'Donnell / Nan
- Tom Burke como William Byrne
- Niamh Algar como Kitty O'Donnell / El narrador
- Elaine Cassidy como Rosaleen O'Donnell
- Caolán Byrne como Malachy O'Donnell
- Toby Jones como el Dr. McBrearty
- Ciarán Hinds como el padre Thaddeus
- Dermot Crowley como Sir Otway
- Brían F. O'Byrne como John Flynn
- David Wilmot como Sean Ryan
- Ruth Bradley como Maggie Ryan
- Josie Walker como la hermana Michael

## Producción
El 28 de abril de 2021, se anunció que Florence Pugh protagonizaría la adaptación de Sebastián Lelio de The Wonder. El rodaje comenzó en Irlanda el 12 de agosto de 2021. Junto con el anuncio del inicio de la producción, se informó que Tom Burke, Niamh Algar, Elaine Cassidy, Kíla Lord Cassidy, Toby Jones, Ciarán Hinds, Dermot Crowley, Brían F. O'Byrne y David Wilmot se habían unido al elenco.
La película fue coproducida por Tessa Ross y Juliette Howell (House Productions), Netflix y Ed Guiney con Andrew Lowe (Element Pictures).

## Estreno
El prodigio se estrenó en el Festival de Cine de Telluride el 2 de septiembre de 2022, seguido de una proyección en el Festival Internacional de Cine de Toronto de 2022 el 13 de septiembre de 2022. Su estreno europeo fue en la 70.ª edición del Festival Internacional de Cine de San Sebastián el 21 de septiembre de 2022. Se estrenó en Netflix el 16 de noviembre de 2022, luego de un estreno limitado en cines el 2 de noviembre.

## Recepción
En el sitio web del agregador de reseñas Rotten Tomatoes, el 87% de las 141 reseñas de los críticos son positivas, con una calificación promedio de 7.2/10. El consenso del sitio web dice: "La atmósfera es absorbente y la historia es fascinante, pero la maravilla de este drama de época radica realmente en la notable actuación de Florence Pugh". Metacritic, que utiliza un promedio ponderado, asignó a la película una puntuación de 71 sobre de 100, basado en 36 críticos, indicando "críticas generalmente favorables".
En su reña de la película después de su estreno en Telluride, David Ehrlich de IndieWire la calificó como una "historia suntuosa pero un poco cruda", elogiando la dirección de Lelio, las actuaciones, la cinematografía y la partitura. Peter Bruge elogió las actuaciones en su reseña para Variety, pero criticó el guion y lo resumió como una "adaptación imparcial pero en última instancia absurda". Stephen Farber, de The Hollywood Reporter, lo consideró un "estudio esclarecedor de los prejuicios oscuros" y elogió la actuación de Pugh y la dirección de Lelio, que dijo que representa quizás su "mejor logro hasta la fecha". Brian Tallerico de Roger Ebert elogió la música de Matthew Herbert, "que evita la cadencia común de las piezas de época en favor de algo más incómodo." Así como la fotografía de Ari Wegner (El poder del perro), quién filmó la película "con una paleta gris y sombría que casi la hace parecer una película de terror." 